# Erik Estrada
Henry Enrique "Erik" Estrada, född 16 mars 1949 i New York, är en amerikansk skådespelare. Han har även gästskådespelat i ett avsnitt av My Name Is Earl, Scrubs och Jims värld, The Nanny

## Filmografi (urval)
- 1970 - Korset och Stiletten
- 1972 - The Ballad of Billie Blue
- 1974 - Katastroflarm
- 1976 - Hämnaren från Montana
- 1999 - King Cobra